# Andraegoidus cruentatus
Andraegoidus cruentatus là một loài bọ cánh cứng trong họ Cerambycidae.